# Biblia pauperum

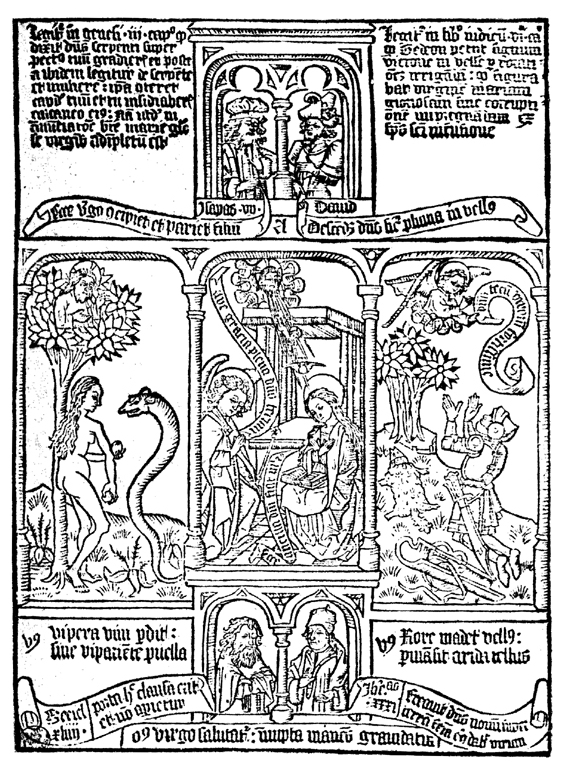
Três episódios de um bloco de livros Biblia Pauperum ilustrando correspondências tipológicas entre o Antigo e o Novo Testamento: Eva e a serpente, a Anunciação, o milagre de Gideão

A Biblia pauperum (em português: Bíblia dos indigentes ou Bíblia para os pobres de espírito) era uma tradição de Bíblias ilustradas começando provavelmente com Ansgário de Hamburgo, e um bloco impresso comum no final da Idade Média para visualizar as correspondências tipológicas entre o Antigo e o Novo Testamento. 
Ao contrário de uma simples "Bíblia ilustrada", onde as imagens são subordinadas ao texto, essas Bíblias colocavam a ilustração no centro, com apenas um texto breve ou às vezes nenhum texto. As palavras faladas pelas figuras nas miniaturas podem ser escritas em pergaminhos saindo de suas bocas. Nessa medida, podem-se ver paralelos com as tiras de desenhos animados modernos.
A tradição é mais uma simplificação da tradição moralisée da Bíblia, que era semelhante, mas com mais texto. Como esses, a Biblia pauperum era geralmente na língua vernácula local, em vez do latim.

## História
Originalmente, as Bíblias dos indigentes assumiram a forma de manuscritos iluminados coloridos pintados à mão em pergaminho, embora no século XV os exemplos impressos com xilogravuras tenham assumido o controle. A Biblia pauperum foi uma das obras mais comuns publicadas em blocos de notas, principalmente na Holanda e na Alemanha, onde tanto o texto quanto as imagens foram feitos inteiramente em uma única xilogravura para cada página. A primeira de muitas edições impressas com tipos móveis foi impressa em alemão, em Bamberg, por volta de 1462, por Albrecht Pfister; houve cerca de dezoito edições do incunábulo. A Biblia pauperum não foi feita para ser comprada pelos pobres - alguns manuscritos eram opulentos e muito caros, embora as versões em bloco fossem muito mais baratas e provavelmente acessíveis aos párocos. No entanto, as versões mais simples provavelmente foram usadas pelo clero como um auxílio de ensino para aqueles que não sabiam ler, o que incluía a maioria da população. O nome Biblia pauperum foi aplicado por estudiosos alemães na década de 1930.
Cada grupo de imagens na Biblia pauperum é dedicado a um evento dos Evangelhos, que é acompanhado por duas imagens ligeiramente menores de eventos do Antigo Testamento que prefiguram a central, de acordo com a crença dos teólogos medievais na tipologia; esses paralelos são explicados em dois blocos de texto, e cada uma das três cenas bíblicas é introduzida com um verso latino. Quatro profetas seguram pergaminhos com citações de seus livros, que prefiguram o mesmo evento dos Evangelhos. Por exemplo, a cena de Longino espetando Jesus pendurado na cruz é acompanhada por Deus trazendo Eva do lado de Adão e Moisés golpeando a rocha para que a água corresse, junto com as profecias de Zacarias, os Salmos, as Lamentações e Amós.
Os primeiros manuscritos da Biblia Pauperum foram feitos na Baviera e na Áustria no século XIV, eles têm de 34 a 36 grupos. Versões posteriores adicionam mais cenas, e uma das versões mais detalhadas é a versão blockbook de 50 partes, produzida na Holanda em 1480-1495

## Alternativas
A Biblia era rivalizada pelo Speculum Humanae Salvationis ( Espelho da Salvação Humana ), outra compilação muito popular de pares tipológicos, com um pouco mais de texto do que a Biblia. Os programas iconográficos desses livros são compartilhados com muitas outras formas de arte medieval, incluindo vitrais e esculturas de temas bíblicos. Visto que os livros são mais portáteis do que estes, eles podem muito bem ter sido importantes na transmissão de novos desenvolvimentos na descrição dos assuntos. A maioria dos assuntos, como a Anunciação aos Pastores, podem ser vistos de forma muito semelhante em diferentes datas, em diferentes mídias e em diferentes países.